# Oligodon meyerinkii
Oligodon meyerinkii este o specie de șerpi din genul Oligodon, familia Colubridae, descrisă de Steindachner 1891. A fost clasificată de IUCN ca specie în pericol. Conform Catalogue of Life specia Oligodon meyerinkii nu are subspecii cunoscute.